# Eichenglucke (Schmetterling)
Die Eichenglucke (Phyllodesma tremulifolia) ist ein Schmetterling (Nachtfalter) aus der Familie der Glucken (Lasiocampidae). Nach dem Gender Agreement des ICZN ist korrekte Schreibweise des wissenschaftlichen Namens Phyllodesma tremulifolium.

## Merkmale
Die Falter erreichen eine Flügelspannweite von 27 bis 42 Millimetern. Sie haben hell rotbraune Vorder- und Hinterflügel, die an den Rändern gewellt und gezähnt sind. Deswegen und wegen der Ruhestellung der Falter, bei der die Hinterflügel unter den Vorderflügel vorgeschoben werden und beide Flügelpaare dachartig über dem Körper liegen, sehen die Tiere aus wie ein trockenes Blatt (ein Merkmal der Gattung Phyllodesma). Auf den Flügeln kann man einzelne graue Flecken erkenne, wobei nahe am ebenfalls leicht gräulichen Hinterrand eine graue Binde erkennbar ist.
Die Raupen werden ca. 80 Millimeter lang. Sie sind deutlich breiter als hoch gewachsen und haben eine weißgraue oder hell gelblich braune Grundfärbung. Auf jedem Segment tragen sie zwei undeutliche helle Punkte, am zweiten und dritten Segment sind zwei kräftig orangefarbene, an den Seiten schwarze Querstreifen aus Hautfalten ausstülpbar. Sie haben tief an den Seiten weißgraue, dicht angeordnet, lange Haare, die bewirken, dass die Raupe auf einem Ast sitzend fast unsichtbar ist. Ihre Unterseite ist schwarz und gelb gezeichnet.

Eichenglucke
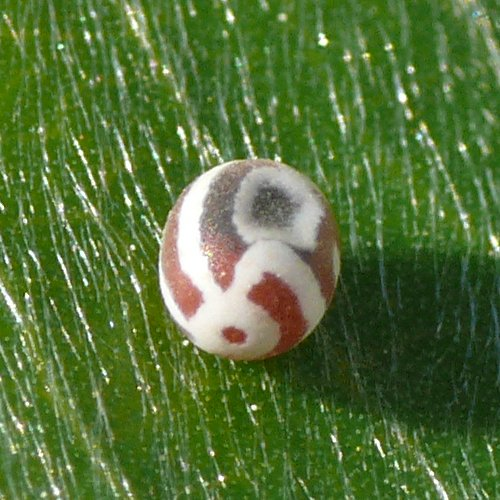
Ei
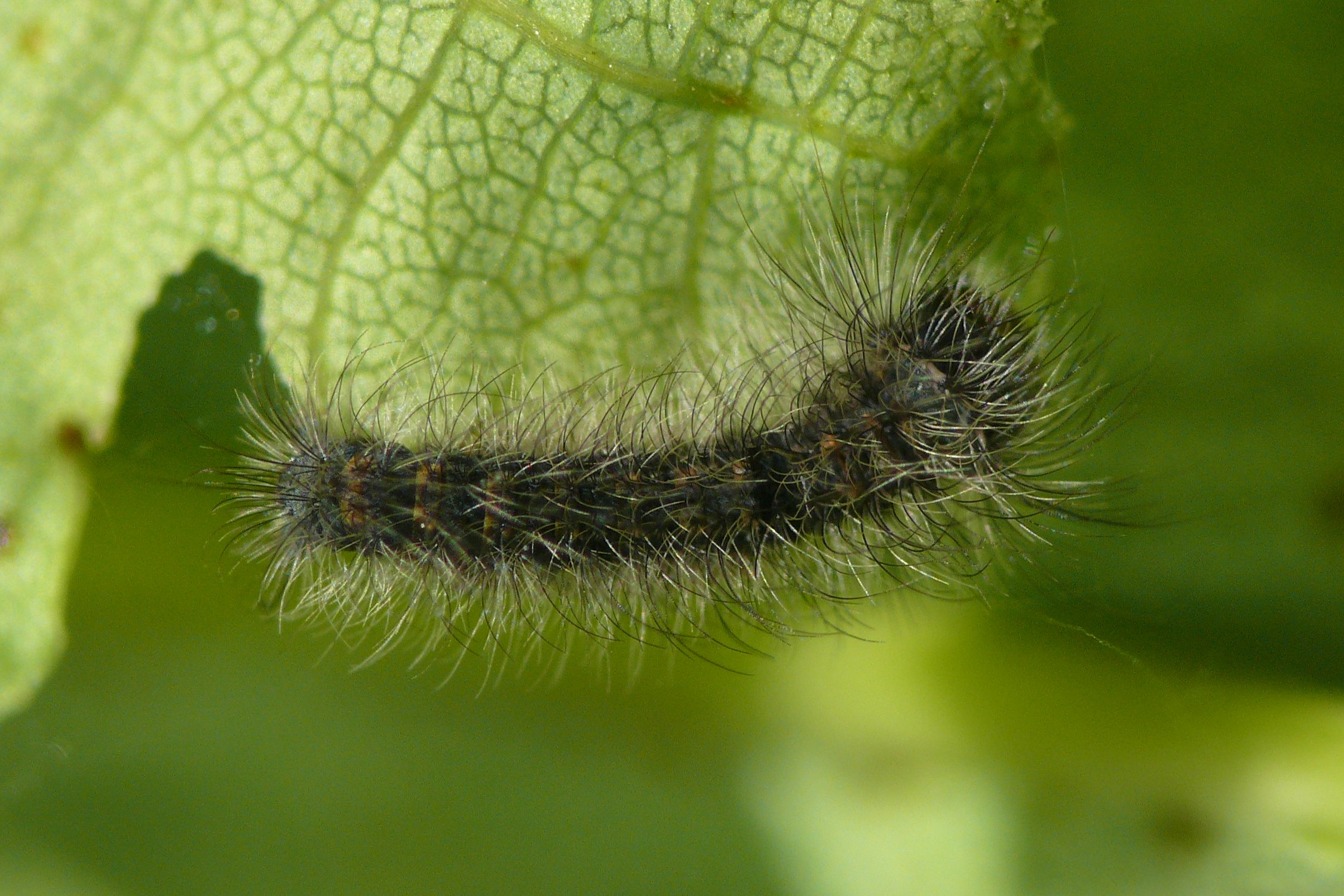
Eiraupe
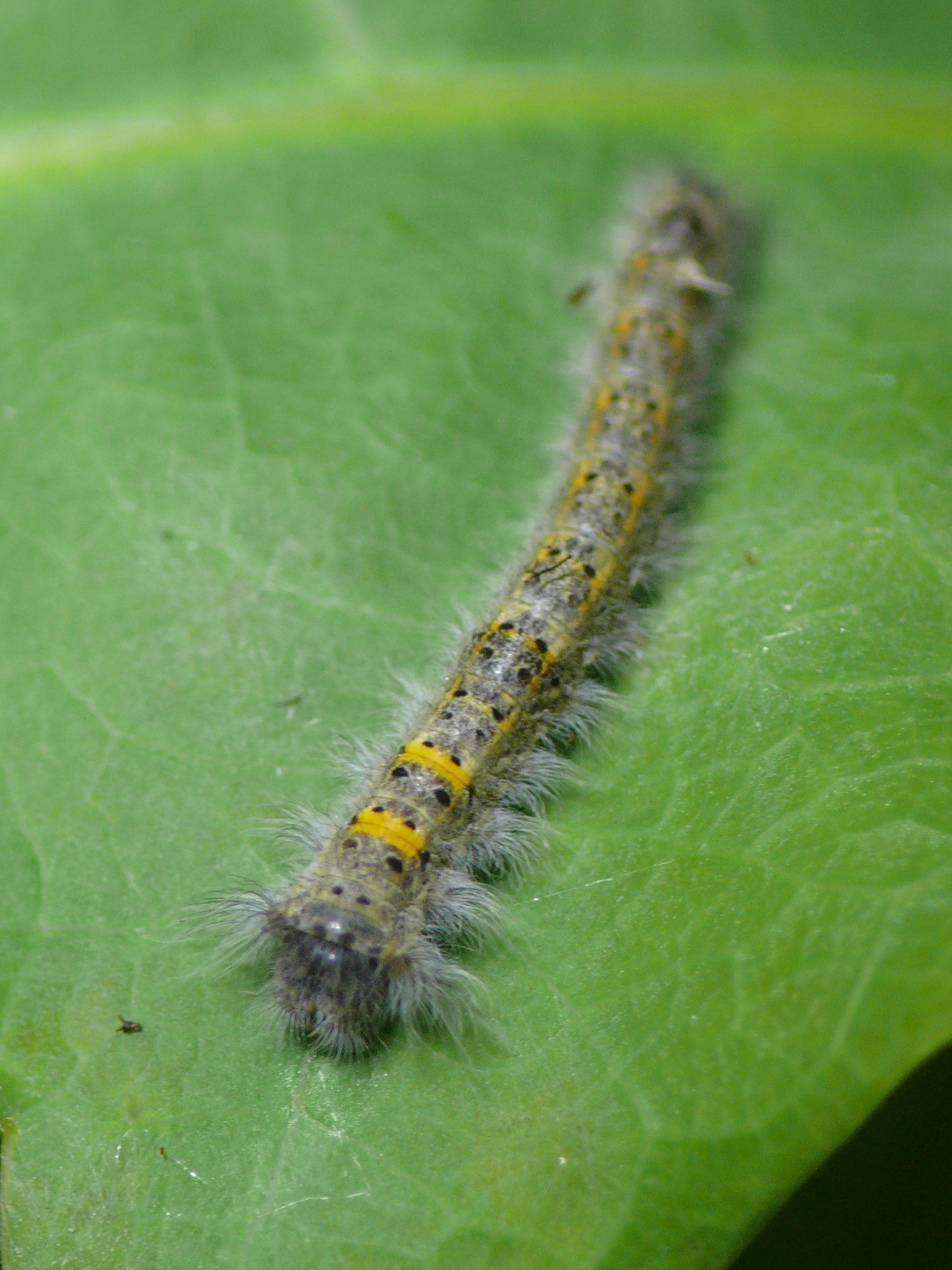
Raupe (L2)
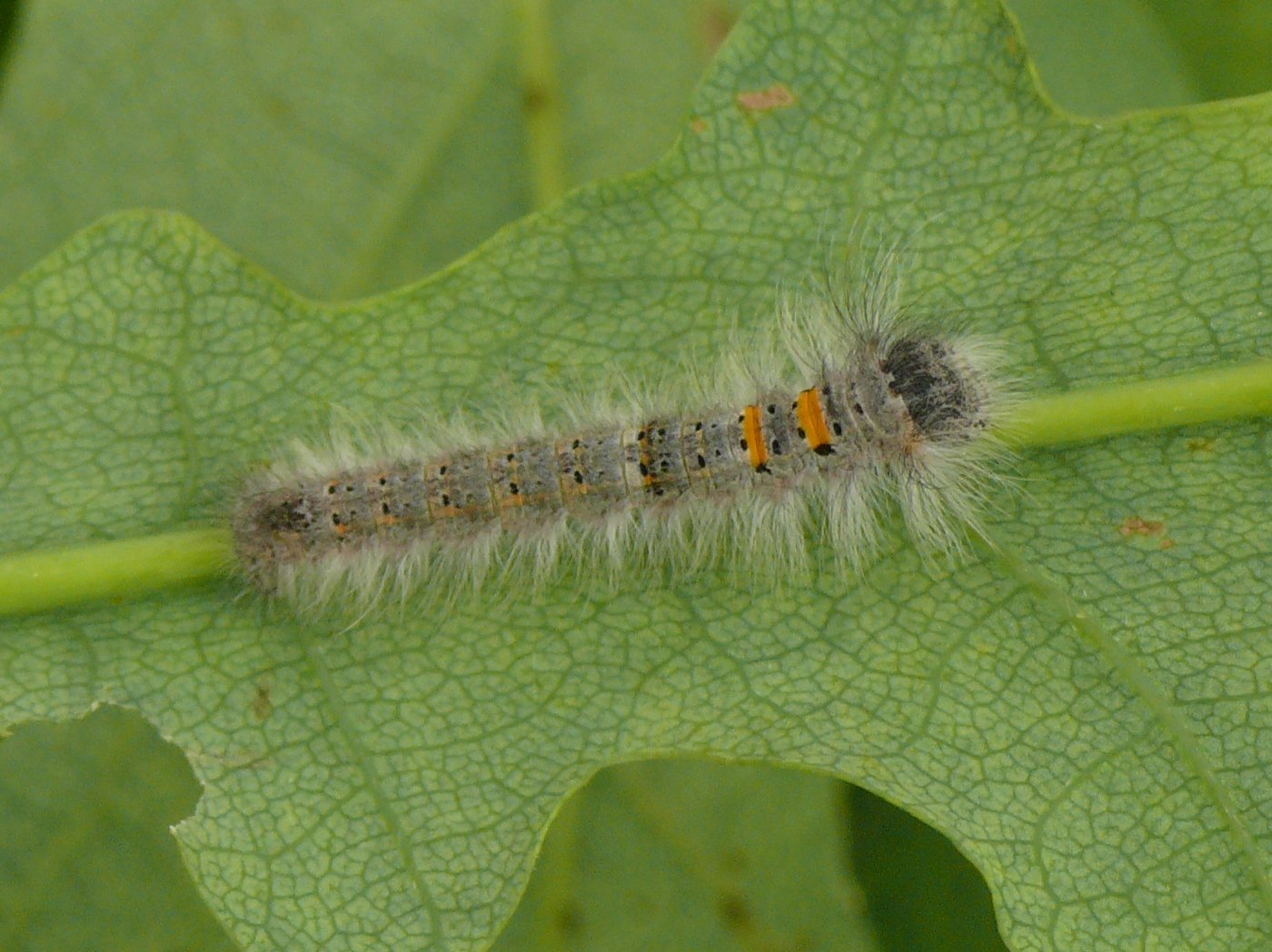
Raupe (L3)
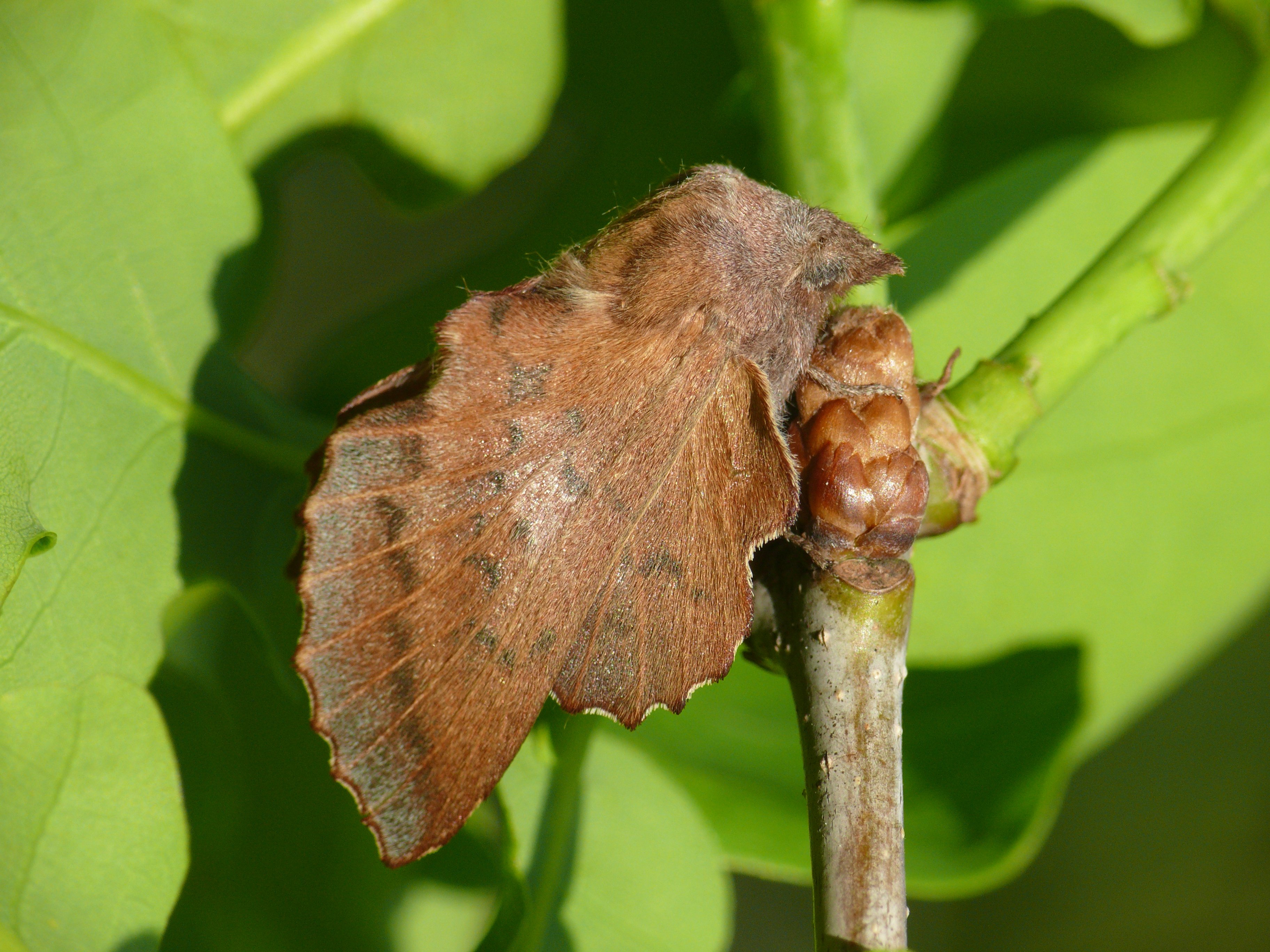
Weibchen

### Ähnliche Arten
- Pappelglucke (Gastropacha populifolia)
- Kupferglucke (Gastropacha quercifolia)
- Weidenglucke (Phyllodesma ilicifolia)

## Vorkommen
Die Tiere kommen in Europa, außer in Skandinavien, Großbritannien und an der westlichen Atlantikküste vor. In Mitteleuropa sind sie selten, sie benötigen warmes Klima und sind deswegen im Mittelmeergebiet und den Südalpen häufiger anzutreffen. Sie leben in warmen, lichten Laubwäldern.

## Lebensweise
Die Falter sind nachtaktiv und sehen in ihrer Ruheposition wie Glucken aus. Beim Niedersetzen bewegen sie sich sogar genauso wie eine brütende Henne hin und her. Wenn die Raupen gestört werden, stülpen sie zur Warnung orangefarbene Hautfalten am Rücken aus. Reicht dies nicht aus, richten sie ihren Oberkörper auf und schaukeln hin und her, wobei man ihre gelbschwarze Unterseite erkennen kann.

### Flug- und Raupenzeiten
Die Falter fliegen in einer Generation Ende April bis Anfang Juni, die Raupen findet man im Juli und August.

### Nahrung der Raupen
Die Raupen ernähren sich von Laubbäumen und Sträuchern, besonders von Rotbuche (Fagus sylvatica), Gemeiner Esche (Fraxinus excelsior), Zitterpappel (Populus tremula), Salweide (Salix caprea), Hänge-Birke (Betula pendula), Stieleiche (Quercus robur) und anderen Eichenarten.

## Entwicklung
Die Eier sind rotbraun. Die daraus schlüpfenden Raupen verpuppen sich am Ende des Sommers in einem gelblichen Kokon. Die Puppe überwintert, der Falter schlüpft erst im darauffolgenden Frühjahr.

## Gefährdung und Schutz
- Rote Liste BRD: 2 (stark gefährdet).[5]